# Paramachaerodus
Il paramacherodo, (nome scientifico Paramachaerodus), è un mammifero estinto, appartenente ai felidi. Visse tra il Miocene medio e il Miocene superiore (15 - 9 milioni di anni fa) e rappresenta una delle prime forme di tigri dai denti a sciabola (Machairodontinae). I suoi resti sono stati ritrovati in Europa e in Asia.

## Descrizione
Questo animale, della taglia di un piccolo leopardo, era alto circa 60 centimetri al garrese e possedeva un corpo lungo e basso. Le zampe erano piuttosto robuste (in particolare quelle anteriori), mentre la testa era abbastanza piccola e stretta se rapportata a quella dell'attuale leopardo. Il cranio era dotato di una cresta sagittale moderatamente sviluppata e di una scatola cranica corta. La mandibola mostra un abbozzo di flangia per la protezione del canino superiore. In generale, Paramachaerodus doveva assomigliare abbastanza al leopardo nebuloso attuale (Neofelis nebulosa): come questo, inoltre, possedeva canini superiori piuttosto allungati, forse frutto di una convergenza adattativa.

## Classificazione
Il genere Paramachaerodus gode di una storia tassonomica piuttosto complicata: a questa forma, infatti, sono state in passato ascritte numerose specie (ora riposizionate nel genere Pontosmilus). Le due specie attualmente assegnate a Paramachaerodus sono P. orientalis e P. maximiliani, la prima del Turoliano inferiore e la seconda del Turoliano superiore. Entrambe le specie erano caratterizzate da canini superiori crenulati, ma P. maximiliani possedeva il terzo premolare superiore più grande e la taglia dell'animale era leggermente maggiore. Una terza specie, P. transasiaticus, è stata descritta nel 2017 sulla base di fossili del Turoliano della Bulgaria (Hadjidimovo) e della Cina (Hezheng). 
Un'altra specie, P. ogygia, è stata riassegnata a un genere originariamente descritto da Miklós Kretzoi nel 1938, Promegantereon, più antico e primitivo, sprovvisto di crenulature sui canini. Paramachaerodus è considerato uno dei più antichi rappresentanti delle tigri dai denti a sciabola (Machairodontinae), e si ritiene fosse ancestrale alla linea che condusse al ben noto Smilodon (Smilodontini). Nonostante il nome, non sembrerebbe essere strettamente collegato con il genere Machairodus.

## Stile di vita
La forma delle zampe di Paramachaerodus suggerisce che questo animale fosse un agile arrampicatore, ed è possibile che tendesse agguati dai rami degli alberi anche a prede piuttosto grosse.